# 永牟田萌
永牟田萌（日语：永牟田 萌，8月22日—）是日本女性聲優，福岡縣出身，Across Entertainment所屬。

## 人物
首個在試音中合格而獲選出演的角色是《星靈感應》的寶木遙乃，同時也是首個常駐演出角色。

## 出演作品
※粗體字為主要角色

### 電視動畫
2020年
- Lapis Re:LiGHTs（學生）

2021年
- 偶像學園Planet！（參加者）
- TSUKIPRO THE ANIMATION2（粉絲們）
- 吸血鬼馬上死（跟班B）

2022年
- ONIPAN!（女學生）

2023年
- 鬼滅之刃 刀匠村篇（隱）
- BanG Dream! It's MyGO!!!!!（月之森學生D、羽丘學生C）
- 星靈感應（寶木遙乃[2]）

### 劇場動畫
2020年
- 電影 貓貓日本史 ～龍馬無厘頭的時間旅行！～

### 網路動畫
2023年
- 終末的女武神II（迦梨）

## 外部連結
- 事務所官方簡介 （页面存档备份，存于）（日語）
- 永牟田萌的X（前Twitter）（日語）